# Josephine Tomic
Josephine "Josie" Tomic (Perth, 9 de juny de 1989) és una ciclista australiana que ha destacat en la pista i s'ha proclamat Campiona del món en Òmnium i en Persecució per equips.

## Palmarès en pista
- 2007
  -  Campiona del món júnior en Persecució
  -  Campiona del món júnior en Puntuació
- 2008
  - Campiona d'Oceania en Persecució
  - Campiona d'Oceania en Persecució per equips (amb Ashlee Ankudinoff i Sarah Kent)
  -  Campiona d'Austràlia en Persecució
  -  Campiona d'Austràlia en Persecució per equips
- 2009
  -  Campiona del món en Òmnium
  -  Campiona d'Austràlia en Òmnium
  -  Campiona d'Austràlia en Persecució
  -  Campiona d'Austràlia en Persecució per equips
- 2010
  -  Campiona del món en Persecució per equips (amb Ashlee Ankudinoff i Sarah Kent)
  - Campiona d'Oceania en Persecució per equips (amb Katherine Bates i Sarah Kent)
  -  Campiona d'Austràlia en Persecució per equips
- 2011
  -  Campiona d'Austràlia en Puntuació
  -  Campiona d'Austràlia en Persecució
  -  Campiona d'Austràlia en Persecució per equips

### Resultats a laCopa del Món en pista
- 2009-2010
  - 1a a Pequín, en Persecució per equips
- 2010-2011
  - 1a a Melbourne, en Persecució per equips

## Palmarès en ruta
- 2007
  -  Campiona del món júnior en contrarellotge